# Den fula gubben
Den fula gubben, originaltitel Monsieur Hire, är en fransk film från 1988, regisserad av Patrice Leconte. Filmen baseras på Georges Simenons roman Les Fiançailles de M. Hire.

## Handling
När en ung kvinna mördas i grannskapet blir herr Hire misstänkt. Han brukar spionera på sin granne Alice nattetid från sitt fönster. Han blir upptäckt och när hon besöker honom avslöjar han att han är förälskad i henne. Han berättar också att han sett hennes pojkvän utföra mordet, men har inte sagt något till polisen eftersom de skulle tro att han är medbrottsling. Han ber henne att följa med honom till Lausanne och lämna sin pojkvän.

## Om filmen
Filmen är inspelad i sudio i Saint-Germain-lès-Arpajon och hade världspremiär den 24 maj 1989 i Frankrike.

## Rollista
- Michel Blanc – herr Hire
- Sandrine Bonnaire – Alice
- Luc Thuillier – Emile
- André Wilms – poliskommissarien
- Eric Bérenger – bowlingföreståndaren
- Marielle Berthon – Pierrette Bourgeois
- Philippe Dormoy – François

## Utmärkelser
- 1990 – Césarpriset – Bästa ljud, Pierre Lenoir och Dominique Hennequin
- 1990 – Prix de la critique – Bästa film, Patrice Leconte
- 1990 – NBR-priset – Topp 10-film
- 1991 – BSFC-priset – Bästa icke engelskspråkiga film
- 1991 – Sant Jordi-priset – Bästa utländska kvinnliga skådespelare, Sandrine Bonnaire
- 1992 – Guldbaggen – Bästa utländska film

### Webbkällor
- Den fula gubben på Internet Movie Database (engelska)
- Den fula gubben på Svensk Filmdatabas